# ماريا زانكوفيتسكا

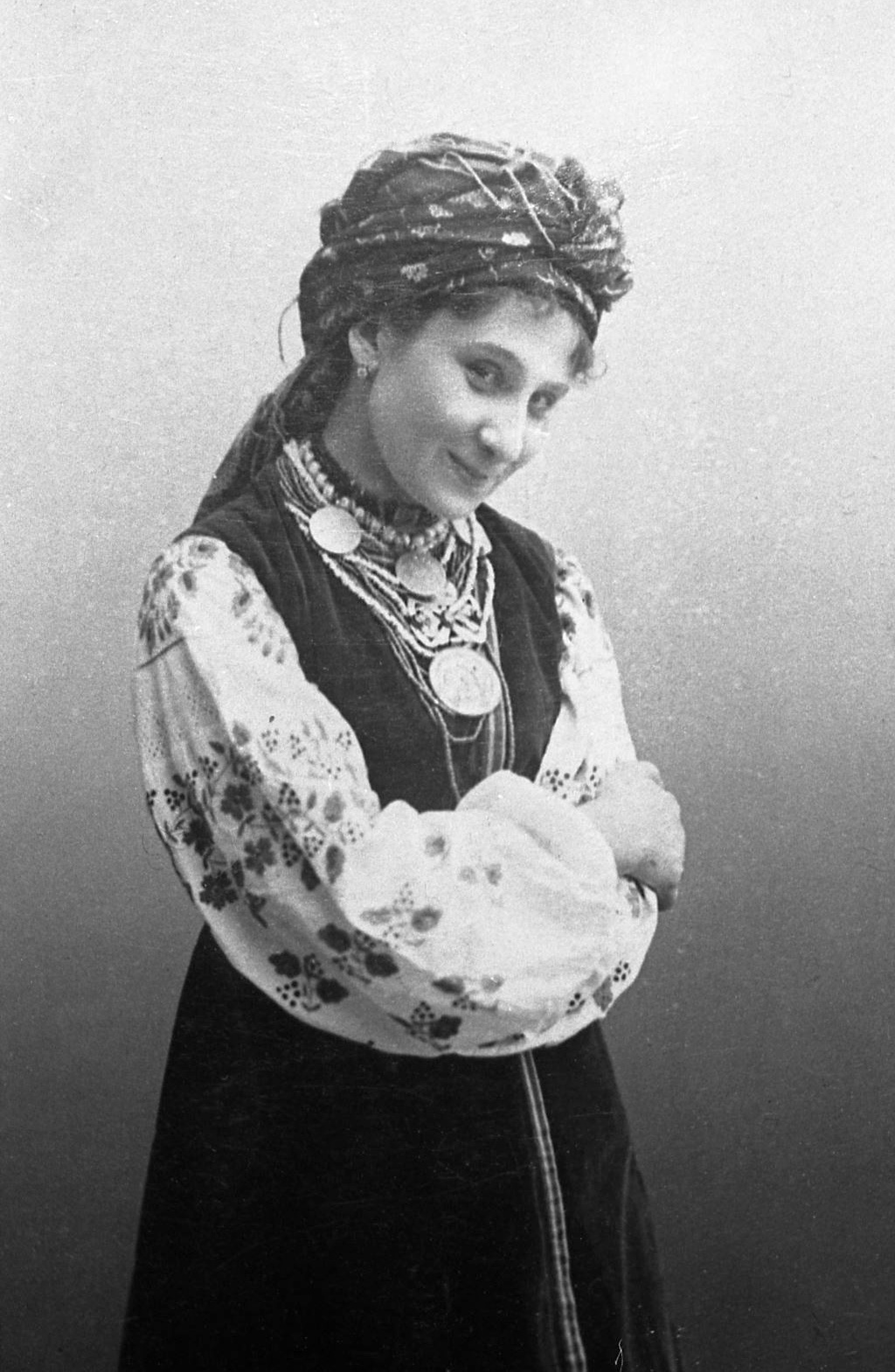
ماريا زانكوفيتسكا في دور تسفيركونكا، 1892

ماريا زانكوفيتسكا (بالأوكرانية: Марія Заньковецька) ولدت باسم ماريا كوستيانتينيفنا أداسوفسكا (4 أغسطس 1854 - 4 أكتوبر 1934) كانت ممثلة مسرحية أوكرانية شهيرة. هناك بعض المصادر التي ترجخ تاريخ ميلادها إلى 3 أغسطس 1860.

## مسيرتها المهنية
ولدت ماريا في عائلة فقيرة، من مالك الأرض المتعسر والنبيل كوستيانتينوفيتش أداسوفسكي والمواطنة المقيمة في مدينة تشرنيغوف، ماريا فاسيلفنا نيفيدوفا، في قرية زانكي، مقاطعة نيزين، محافظة تشرنيغوف (حالياً - في نيجين رايون). كان لديها العديد من الأشقاء. وقد تخرجت ماريا تخرجت في المدرسة الثانوية النسائية بمدينة تشرنيغوف.
في 1876 ظهرت ماريا على خشبة مسرح نيجين. أصبحت مدينة نيجين مسقط رأسها حيث احتفظت بمبناها الخاص. بدأت حياتها المهنية في 27 أكتوبر 1882 في مسرح مدينة يلزافيتغراد (في كيروفوهراد) تحت إدارة ماركو كروبيفنيتسكي. وأدت دورها الأول، ناتالكا، في مسرحية كوتلياريفسكي «ناتالكا بولتافكا». في وقت لاحق، عملت ماريا مع الفرق الأوكرانية الأكثر شهرة واحترافية مثل ماركو كروبيفنيتسكي، ميخايلو ستاريتسكي، ميكولا سادوفسكي وباناس ساكهانسكي. اشتقت اسمها المسرحي زانكوفيتسكا من اسم القرية التي ولدت فيها.
لعبت زانكوفيتسكا خلال مسيرتها المهنية أكثر من 30 دورًا. كانت شخصياتها أبطالًا دراميين. وكانت تغني بصوت ميزو سوبرانو. ابتكرت الممثلة صورًا تعمقت بالدراما الحقيقية والكوميديا النارية. لمع نجمها عبر تجسيدها أدوراً لعامة الناس كاشفة عن عظمة أرواحهم. وقد تمتعت بصوت ساحر وسوبرانو درامي، وأدت أداءً لا يضاهى في مسرحيات الأغاني الشعبية الأوكرانية.
طالبت زانكوفيتسكا بافتتاح مسرح دولة دائم في نيجين. وفي 1918 نظمت مسرحًا شعبيًا باسم «الفرقة الأوكرانية تحت إشراف م. زانكوفيتسكا»، حيث وظفت ممثلين مثل بوريس رومانيتسكي وأندريه روتميروف وغيرهم. وعُرضت العديد من المسرحيات من بينها «ناتالكا بولتافكا»، «هيتمان دوروشينكو»، «آذا الغجرية». اعترافًا بمزاياها المسرحية، وافق هيتمان أوكرانيا، بافلو سكوروبادسكي في يونيو 1918 على اعتماد مجلس الوزراء لقرار بشأن تعيين معاش حكومي مدى الحياة لزانكوفيتسكا.
في 1922 احتفلت أوكرانيا بالنجاح الباهر لزانكوفيتسكا في الذكرى الأربعين لمسيرتها. وكانت أول شخص في أوكرانيا تمنحه الحكومة لقب فنان الشعب للجمهورية.
توفيت زانكوفيتسكا في 4 أكتوبر 1934. ودُفنت في مقبرة بايكوف في كييف.

## قائمة أدوارها المسرحية المختارة
- 1882 - ناتالكا («ناتالكا بولتافكا»، من إخراج إيفان كوتلياريفسكي)
- 1882 - هاليا («نزار ستودوليا»، من إخراج تاراس شيفتشينكو)
- 1882 - تسفيركونكا («بحارة البحر الأسود»، من إخراج ميخايلو ستاريتسكي)
- 1883 - أولينا («هليتاي أو العنكبوت»، من إخراج ماركو كروبيفنيتسكي)
- 1887 - خاريتينا («القن البتول»، من إخراج إيفان كاربينكو كاري)
- 1889 - كاتريا («غير مقدر»، من إخراج ميخايلو ستاريتسكي)
- 1891 - أكسيوشا («الغابة»، من إخراج ألكسندر أوستروفسكي)
- 1892 - آذا («آذا الغجرية»، من إخراج ميخايلو ستاريتسكي)
- أوليانا كفيتشينا «زفاف في هونشاريفكا»
- يو («فقدان ناديا»، من إخراج هيرمان هيجرمانز)

## أفلامها
- 1909 - ناتالكا (ناتالكا بولتافكا)
- 1923 - الأم (أوستاب باندورا)

## وصلات خارجية
- Photo Archives of Zankovetska
- Leo Tolstoy asked Maria Zankovetska for a tissue. gazeta.ua. 04.08.2009
- Melpomene of the Ukrainian stage. Triumph and tragedy. To the 150th anniversary of the birthday of Maria Zankovetska. «Mirror Weekly». № 31 (506) 7 — 13 August 2004.
- Profile at hrono
- Profile